# Breteau

Breteau este o comună în departamentul Loiret din centrul Franței. În 1 ianuarie 2022 avea o populație de 95 de locuitori.